# 门徒 (基督教)
基督教門徒（拉丁語：discipulus）除了来自古犹太宗教的影响，也受到古罗马和古希腊文化等影响。

## 耶穌在地上時的門徒

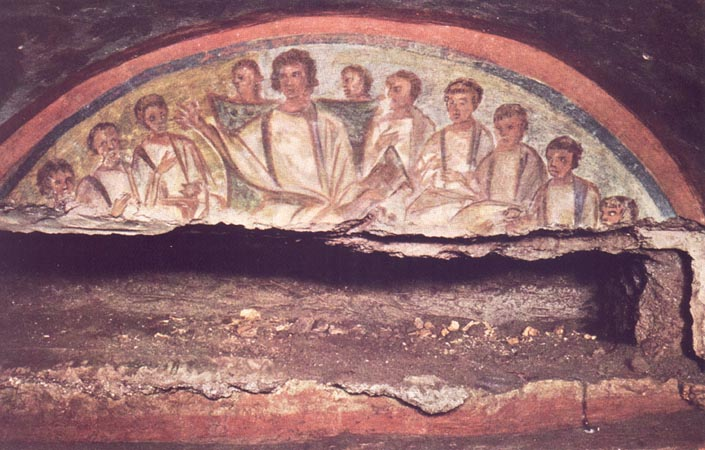
早期基督徒地下墓穴壁畫中所描繪的耶穌與門徒

耶穌在世的時候，有七十二門徒（也有版本說七十門徒。參見《路加福音》10:1-17：中文和合本翻譯雖作七十人，但在英文各個不同版本的聖經中，有些為七十人、有些為七十二人）；其中經過他特別揀選的有十二個，稱為十二門徒。

## 基督徒即耶穌基督的門徒
耶穌升天前曾交代門徒們：「所以，你們要去，使萬民作我的門徒，奉父、子、聖靈的名給他們施洗。凡我所吩咐你們的，都教訓他們遵守，我就常與你們同在，直到世界的末了。」（《馬太福音》 28:19-20；這段經文，又被稱為大使命。）耶穌不是只要相信祂的道的信徒，而是要不僅相信、更能遵從他的道，與他同行的門徒。（見下方 信徒、門徒與使徒）。所以根據耶穌的心意，每個基督徒都該是耶穌的門徒。

### 門徒訓練
因此，根據上述經文的教導，許多教會都有門徒訓練的課程。通常是由一位靈命成熟的基督徒，透過有系統的課程教導與自己在實際生活中的言行典範，來訓練另一位或幾位較稚嫩的基督徒，使他們也能早日成為靈命成熟、效法基督樣式的基督徒。

## 信徒、門徒與使徒
信徒（believer），指相信某學說教義者。
門徒（disciple），指對某學說教義不僅是相信，更願意將自己交託、親身實踐並接受傳授師傅的管教與訓練。
使徒（apostle），指為某個特殊使命奉召被差派出去的門徒。當耶穌揀選了十二門徒並將他們差派出去後，這十二門徒從此稱為十二使徒，他們也是最早的使徒（參見《路加福音》6:12-16；《馬太福音》10章）。
信徒與門徒二詞都可以在世俗世界使用，但使徒則是基督教特有的名詞。在基督教教義中，信徒、門徒和使徒三者的門檻乃是逐級提高：門徒一定是信徒，但信徒卻不一定是門徒；使徒一定是門徒，但門徒卻不一定是使徒。